# Markovac, Vršac
Markovac (izvirno srbsko Марковац) je naselje v Srbiji, ki upravno spada pod Občino Vršac; slednja pa je del Južnobanatskega upravnega okraja.

## Demografija
V naselju živi 290 polnoletnih prebivalcev, pri čemer je njihova povprečna starost 48,9 let (47,5 pri moških in 50,3 pri ženskah). Naselje ima 127 gospodinjstev, pri čemer je povprečno število članov na gospodinjstvo 2,57.
To naselje je v glavnem romunsko (glede na popis iz leta 2002), a v času zadnjih treh popisov je opazno zmanjšanje števila prebivalcev.
|  |

| Demografija | Demografija     | Demografija     |
| Leto        | Št. prebivalcev | Št. prebivalcev |
| ----------- | --------------- | --------------- |
|             |                 |                 |
|             |                 |                 |
|             |                 |                 |
|             |                 |                 |
| 1948        | 1125            |                 |
| 1953        | 1129            |                 |
| 1961        | 1042            |                 |
| 1971        | 817             |                 |
| 1981        | 717             |                 |
| 1991        | 570             | 442             |
| 2002        | 487             | 329             |
|             |                 |                 |

| Etnična sestava po popisu iz leta 2002 | Etnična sestava po popisu iz leta 2002 | Etnična sestava po popisu iz leta 2002 | Etnična sestava po popisu iz leta 2002 | Etnična sestava po popisu iz leta 2002 |
| -------------------------------------- | -------------------------------------- | -------------------------------------- | -------------------------------------- | -------------------------------------- |
| Romuni                                 | Romuni                                 |                                        | 251                                    | 76,29%                                 |
| Srbi                                   | Srbi                                   |                                        | 33                                     | 10,03%                                 |
| Madžari                                | Madžari                                |                                        | 10                                     | 3,03%                                  |
| Čehi                                   | Čehi                                   |                                        | 2                                      | 0,60%                                  |
| Hrvati                                 | Hrvati                                 |                                        | 2                                      | 0,60%                                  |
| Slovenci                               | Slovenci                               |                                        | 2                                      | 0,60%                                  |
| Romi                                   | Romi                                   |                                        | 2                                      | 0,60%                                  |
| Neznano                                | Neznano                                |                                        | 21                                     | 6,38%                                  |